# Ianiropsis notoensis
Ianiropsis notoensis là một loài chân đều trong họ Janiridae. Loài này được Nunomura miêu tả khoa học năm 1985.